# Aleksejs Saramotins
Aleksejs Saramotins (8 de abril de 1982) es un ciclista letón. Debutó como profesional en 2005 con el equipo letón Rietumu Banka.
Anteriormente se dedicó al ciclismo de montaña.

## Palmarés
| 2004 (como amateur) - 3.º en el Campeonato de Letonia en Ruta 2005 - Campeonato de Letonia en Ruta 2006 - Campeonato de Letonia en Ruta 2007 - Campeonato de Letonia en Ruta - 1 etapa del Tour de Croacia - 3.º en el Campeonato de Letonia Contrarreloj 2008 - 1 etapa del Circuito de las Ardenas - SEB Tartu G. P. - Scandinavian Open Road Race - 1 etapa del Tour de Eslovaquia - Lombardía Tour - 3.º en el Campeonato de Letonia Contrarreloj 2009 - G. P. Villa de Lillers-Souvenir Bruno Comini - 1 etapa de la Ronde de l'Oise - Druivenkoers Overijse - Giro de Münsterland - 2.º en el Campeonato de Letonia Contrarreloj - 2.º en el Campeonato de Letonia en Ruta 2010 - 2.º en el Campeonato de Letonia Contrarreloj - Campeonato de Letonia en Ruta - Gran Premio de Isbergues | 2011 - 2.º en el Campeonato de Letonia Contrarreloj - 2.º en el Campeonato de Letonia en Ruta 2012 - 2.º en el Campeonato de Letonia Contrarreloj - Campeonato de Letonia en Ruta 2013 - 2.º en el Campeonato de Letonia Contrarreloj - Campeonato de Letonia en Ruta - Tour de Doubs 2014 - 2.º en el Campeonato de Letonia Contrarreloj - 2.º en el Campeonato de Letonia en Ruta - 1 etapa de la Vuelta a Burgos 2015 - 2.º en el Campeonato de Letonia Contrarreloj - Campeonato de Letonia en Ruta 2016 - 2.º en el Campeonato de Letonia Contrarreloj 2017 - Campeonato de Letonia Contrarreloj 2018 - 3.º en el Campeonato de Letonia Contrarreloj - 2.º en el Campeonato de Letonia en Ruta 2019 - 2.º en el Campeonato de Letonia Contrarreloj - 2.º en el Campeonato de Letonia en Ruta |

## Resultados en Grandes Vueltas y Campeonatos del Mundo
| Carrera              | Carrera              | 2005  | 2006 | 2007 | 2008 | 2009 | 2010 | 2011  | 2012 | 2013 | 2014 | 2015  | 2016 | 2017 | 2018 | 2019 |
| -------------------- | -------------------- | ----- | ---- | ---- | ---- | ---- | ---- | ----- | ---- | ---- | ---- | ----- | ---- | ---- | ---- | ---- |
|                      | Giro de Italia       | —     | —    | —    | —    | —    | —    | —     | —    | —    | —    | 161.º | —    | —    | —    | —    |
|                      | Tour de Francia      | —     | —    | —    | —    | —    | —    | —     | —    | —    | —    | —     | —    | —    | —    | —    |
|                      | Vuelta a España      | —     | —    | —    | —    | —    | —    | 166.º | —    | —    | Ab.  | —     | —    | —    | —    | —    |
| Mundial en Ruta      | Mundial en Ruta      | 133.º | Ab.  | Ab.  | 59.º | 77.º | —    | 22.º  | Ab.  | 27.º | Ab.  | —     | —    | 43.º | —    | —    |
| Mundial Contrarreloj | Mundial Contrarreloj | —     | —    | —    | —    | 31.º | —    | —     | 50.º | 23.º | 50.º | 39.º  | —    | —    | —    | —    |

—: no participa

Ab.: abandono

## Equipos
- Rietumu Bank (2005-2008) 
  - Rietumu Bank (2005)
  - Rietumu Bank-Riga (2006-2008)
- Team Designa Køkken (2009)
- Team HTC-Columbia (2010)
- Cofidis, le Crédit en Ligne (2011-2012)
- IAM Cycling (2013-2016)
- Bora-Hansgrohe (2017-2018)
- Interpro Cycling Academy (2019)